# Spiralsagen
|  | Denne artikel beskriver en aktuel begivenhed Informationerne kan blive ændret hurtigt, som begivenheden skrider frem. |

Spiralsagen er en sag, der handler om, at grønlandske piger (den yngste var 13 år) og kvinder fik isat en spiral af danske læger uden samtykke i primært 1960'erne og 1970'erne. 26. februar 2024 fik talsperson Naja Lyberth og en arbejdsgruppe på syv kvinder Menneskerettighedsprisen 2023 for at oplyse om denne sag.

## Baggrund
I perioden 1966 til 1975 fik 4500 piger og kvinder isat spiralerne, hvilket svarede til halvdelen af de fertile kvinder i landet. Spiralerne blev isat af danske myndigheder for at begrænse befolkningstilvæksten i Grønland. Isættelsen oplevedes af nogle af kvinderne som tvang, at de føltes som et overgreb og at det var traumatiserende og både havde psykiske og fysiske konsekvenser.

## Sagen
143 kvinder stævnede i begyndelsen af 2024 den danske stat for brud på deres menneskerettigheder. De ønsker 300.000 kr. hver i erstatning - knap 43 mio. kroner i alt. 67 kvinder havde i oktober året forinden forsøgt at få erstatning uden at regeringen reagerede. De ønsker ej heller at afvente en undersøgelse, der påbegyndtes i 2022 i et samarbejde mellem naalakkersuisut (Grønlands regering) og den danske regering, og ventes afsluttet i maj 2025, da kvinderne dels ser det som en syltning, dels er den ældste pr. marts 2024 85 år og dels tager den ifølge kvindernes advokat Mads Pramming hverken stilling til, hvem, der har ansvaret, om menneskerettighederne er brudt, eller om de skal have erstatning. Undersøgelsen skal alene undersøge det historiske forløb for opsætning af spiralerne.
Pramming udtaler, at det er "klokkeklare brud på menneskerettighederne" og hævder, at den danske stat overtræder tre artikler i Menneskerettighedskonventionen:
1. Artikel 3: Forbud mod tortur
2. Artikel 8: Ret til respekt for privatliv og familieliv
3. Artikel 14: Forbud mod diskrimination

Ifølge Marya Akhtar fra det danske Institut for Menneskerettigheder har staten pligt til at undersøge andre berørte kvinder, end dem, der deltager i retssagen mod staten. Sagen får moralsk opbakning fra Advokatsamfundet, Justitia og Dreyers Fond (en), der også bidrager økonomisk til sagen.

## Udtalelser
Talsperson for kvinderne, Naja Lyberth, udtaler, at de gerne vil "genvinde vores selvrespekt og respekten for vores livmodere" og videre, at "der er ikke nogen regering, der skal bestemme, om vi skal have børn eller ej". De udtaler også, at retssagen er den eneste måde, hvorpå de kan genvinde deres selvrespekt. Indenrigs- og sundhedsminister Sophie Løhde skriver i et svar til KNR, at "det er en dybt ulykkelig sag, som vi skal til bunds i, og derfor er der også igangsat en uafhængig udredning". Pramming udtaler, at det er "danmarkshistoriens største sag mod staten for brud på menneskerettigheder".